# Эге, Стейнар
Стейнар Эге (норв. Steinar Ege; род. 10 апреля 1972, Кристиансанн) — норвежский гандболист, выступавший в немецком чемпионате и датской чемпионате и выступавший за сборную Норвегии.

## Карьера
Клубная

Стейнар Эге начинал свою профессиональную карьеру в Норвегии, играя за клубы Кристиансанн, Эйестад, Ставангер и Викинг. В 1997 году Стейнар Эге перешёл в немецкий клуб Гуммерсбах, а через 2  сезона переходит в Киль. Стейнар Эге вместе с клубом Киль выиграл чемпионат Германии в 2000 и 2002 году, и кубок Германии в 2000 году. Всего за Киль, Стейнар Эге сыграл, во всех турнирах, 115 матчей и забил 1 мяч. В 2002 году Стейнар Эге был отдан в аренду испанскому клубу Гальдар. В 2003 году. В 2003 году Стейнар Эге возвращается в Гуммерсбах проведя в клубе 3 сезона. В 2006 году Стейнар Эге переходит в датский чемпионат заключив контракт с клубом Копенгаген Гандбол, а в 2010 году с клубом АГ Копенгаген, где и завершил карьеру.

В сезоне 2014/2015, Стейнар Эге выступал за Киль и провёл 5 матчей в Бундеслиге и 4 матча в лиге Чемпионов ЕГФ

В сборной

Стейнар Эге выступал за сборную Норвегии. За Сборную Норвегии Стйенар Эге сыграл 262 матча и забросил 1 мяч. Дебют Стейнара Эге в сборной Норвегии состоялся 4 марта 1995 года в матче против Азербайджана.

## Титулы
Командные
- Чемпион Германии: 2000, 2002, 2015
- Обладатель Кубка Германии: 2000
- Финалист Лиги чемпионов ЕГФ: 2000
- Победитель суперкубка Германии: 2014
- Чемпион Дании: 2008, 2011, 2012
- Победитель Кубка ЕГФ: 2002
- Обладатель Кубка Дании: 2010

## Статистика
Статистика Стейнара Эге
| Сезон     | Клуб               | Лига            | Матчи | Голы | 7-метр | Голы |
| --------- | ------------------ | --------------- | ----- | ---- | ------ | ---- |
| 1999-00   | Киль               | Бундеслига      | 34    | 0    | 0      | 0    |
| 2000-01   | Киль               | Бундеслига      | 38    | 0    | 0      | 0    |
| 2001-02   | Киль               | Бундеслига      | 0     | 0    | 0      | 0    |
| 2002-03   | Киль               | Бундеслига      | 8     | 0    | 0      | 0    |
| 2003-04   | Гуммерсбах         | Бундеслига      | 33    | 0    | 0      | 0    |
| 2004-05   | Гуммерсбах         | Бундеслига      | 26    | 0    | 0      | 0    |
| 2005-06   | Гуммерсбах         | Бундеслига      | 34    | 0    | 0      | 0    |
| 2006-07   | Копенгаген Гандбол | Чемпионат Дании | 26    | 0    | 0      | 0    |
| 2007-08   | Копенгаген Гандбол | Чемпионат Дании | 21    | 0    | 0      | 0    |
| 2008-09   | Копенгаген Гандбол | Чемпионат Дании | 20    | 0    | 0      | 0    |
| 2009-10   | Копенгаген Гандбол | Чемпионат Дании | 22    | 0    | 0      | 0    |
| 2010-11   | АГ Копенгаген      | Чемпионат Дании | 26    | 0    | 0      | 0    |
| 2011-12   | АГ Копенгаген      | Чемпионат Дании | 22    | 1    | 0      | 1    |
| 2014/15   | Киль               | Бундеслига      | 5     | 0    | 0      | 0    |
| 1997-2006 | Итого              | Бундеслига      | 178   | 0    | 0      | 0    |
| 2006–2012 | Итого              | Чемпионат Дании | 137   | 1    | 0      | 1    |